# Marius Prekevičius

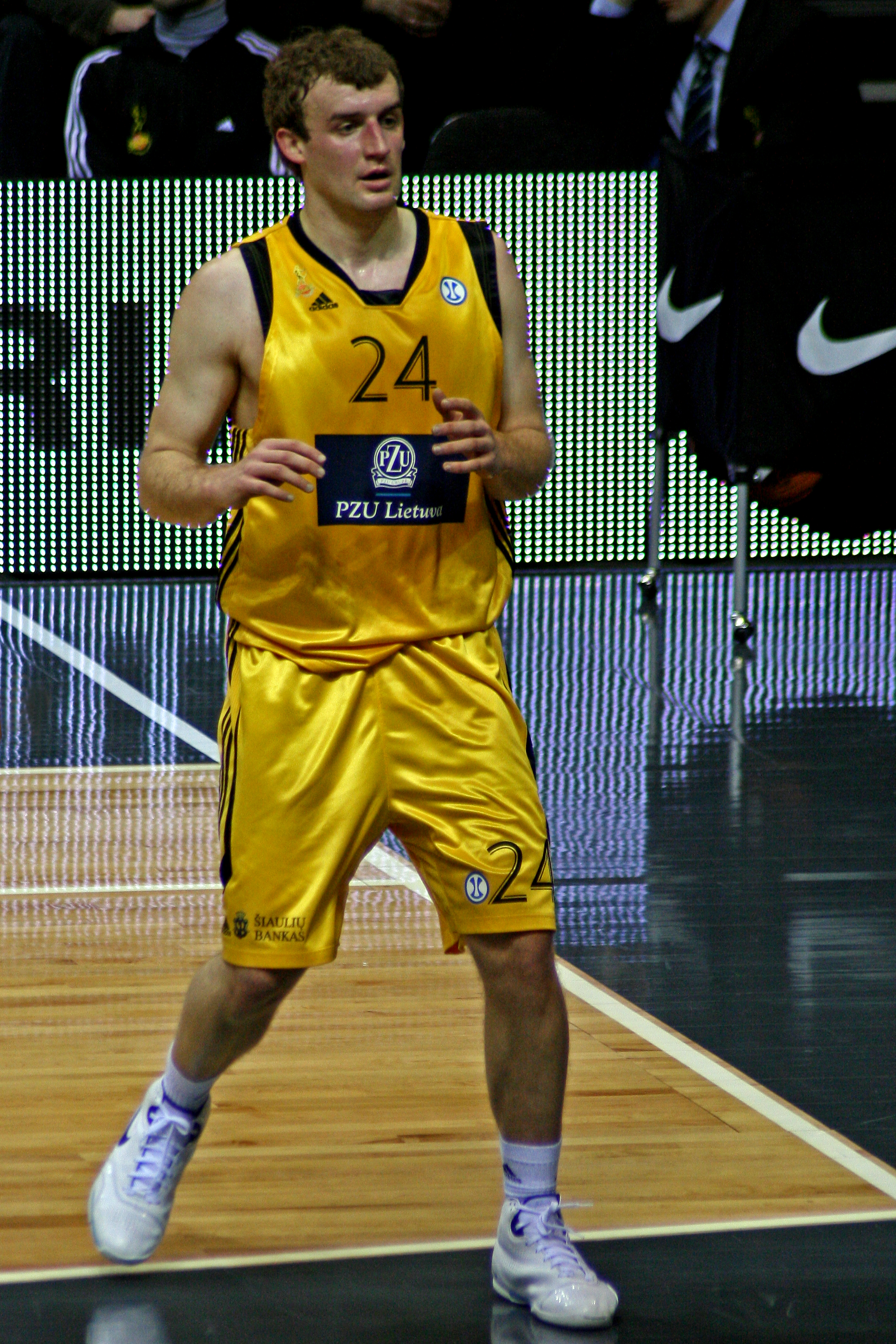
Prekevičius em uma partida

Marius Prekevičius (Gargžda, 22 de Maio de 1984) é um basquetebolista profissional lituano, atualmente joga no BC Šiauliai.

## Carreira
Šiškauskas integrou o elenco da Seleção Lituana de Basquetebol nas Olimpíadas de 2008.